# Pietro Frugoni
Pietro Paulo Frugoni (Brescia, 21. siječnja 1851. – Brescia, 10. srpnja 1940.) je bio talijanski general i vojni zapovjednik. Tijekom Prvog svjetskog rata zapovijedao je 2. armijom i 5. armijom na Talijanskom bojištu.

## Vojna karijera
Pietro Frugoni je rođen 21. siječnja 1851. godine u Bresciji. Sin je Arsenija i Amalie Cessse. Sa šesnaest godina počinje pohađati Kraljevsku vojnu akademiju u Torinu koju završava 1870. godine. Kao topnički časnik ubrzo počinje napredovati u vojnoj hijerarhiji. Čin poručnika dostiže 1872. godine, satnikom postaje 1877., dok je 1884. promaknut u čin bojnika. Godine 1888. unaprijeđen je u čin potpukovnika, te 1893. u čin pukovnika. Zapovijeda najprije 5., te potom 19. pješačkom pukovnijom i nakon toga 5. bersaglierskom pukovnijom. Potom služi kao načelnik stožera u dva korpusa talijanske vojske. U siječnju 1900. promaknut je u čin general bojnika, da bi potom preuzeo zapovjedništvo nad Brigadom Brescia. Nakon toga je u travnju 1906. unaprijeđen u čin general poručnika, da bi potom bio inspektorom alpskih jedinica, te zapovijedao Divizijom Palermo i Divizijom Torino. Godine 1910. imenovan je zapovjednikom IX. korpusa.
Tijekom Talijansko-turskog rata zapovijeda Specijalnim korpusom smještenim u Tripoliju. U tom svojstvu usko surađuje s glavnim zapovjednikom kampanje generalom Carlom Canevom čije je sjedište stožera također bilo u istom gradu. Nakon početnog iskrcavanja i osvajanja Tripolija u listopadu 1911., te potom Derne i Homsa operacije su zastale što zbog sve jačeg turskog otpora, što zbog nepovoljnog terena. Navedeno je uzrokovalo nezadovoljstvo kod političkih struktura koje su smatrale da je ugrožen talijanski vojni prestiž. Na proljeće, pod sve većim pritiskom vlade, Frugoni u suradnji sa svojnim načelnikom stožera Pietrom Badogliom planira ofenzivu u smjeru oaze Zanzur koja se nalazila 18 km od Tripolija. Talijanske snage su pod Frugonijevim zapovjedništvom 8. lipnja 1912. započele napad u kojem je sudjelovalo 14.000 vojnika, 50 topova i 3 broda. Iako su talijanske jedinice nakon intenzivnih borbi uspjele zauzeti oazu, značajniji uspjeh nije bio postignut. Frugoni je u srpnju pozvan u Rim na konzultacije. Dodijeljen mu je orden Vojnog reda Savoja, ali je istodobno i smijenjen s položaja zapovjednika Specijalnog korpusa, što je narušilo njegov vojni ugled i prestiž. Vratio se na mjesto zapovjednika IX. korpusa na čijem mjestu dočekuje i početak Prvog svjetskog rata.

## Prvi svjetski rat
Nakon ulaska Italije u rat na strani Antante Frugoni je imenovan zapovjednikom 2. armije. Navedena armija prema talijanskom ratnom planu držala je liniju bojišta u duljini od 35 km u području Gorice, te je u početnim operacijama trebala prijeći Soču i zauzeti njenu lijevu obalu, što joj međutim, nije pošlo za rukom niti u Prvoj bitci na Soči, a niti u Drugoj bitci na Soči koja je uslijedila ubrzo nakon prve. Zapovijedajući 2. armijom do kraja 1915. sudjeluje u Trećoj i Četvrtoj bitci na Soči u kojima 2. armija, kao niti u prve dvije bitke, nije postigla značajnije rezultate. Već od početka odnosi između Frugonija i načelnika Glavnog stožera Luigija Cadorne nisu bili najbolji. Posebice su se pogoršali kada je Cadorna od Frugonija zatražio da, protivno njegovoj volji, promakne svojega načelnika stožera Pietra Badoglia. Ipak, pauza u operacijama zbog nastupajuće zime omogućili su da se odnosi dvaju zapovjednika vrate u normalu. 
Tirolska ofenziva koju je austrougarska vojska pokrenula u svibnju 1916. i koja je bila usmjerena na tirolski dio bojišta koji je držala 1. armija pod zapovjedništva Roberta Brusatija primorala je Cadornu da formira novu 5. armiju sa zadatkom obrane doline rijeke Po. Armija je formirana 25. svibnja 1916. a zapovjednikom iste je imenovan Frugoni. Nakon što je Tirolska ofenziva završila Frugoni je sredinom lipnja 1916. smijenjen s mjesta zapovjednika 5. armije na kojem mjestu ga je zamijenio Settimio Piacentini. Premješten je na službu u ministarstvo rata, te potom u pričuvu.

## Poslije rata
Nakon završetka rata Frugoni je 1923. promaknut u čin generala armije, iako je još uvijek bio u pričuvi. Konačno je umirovljen, te se povukao iz javnog života. Preminuo je 10. srpnja 1940. godine u 90. godini u Bresciji. 

## Vanjske poveznice
(tal.) Pietro Frugoni na stranici Treccani.it

(tal.) Pietro Frugoni na stranici Notiziedalfronte.it

(tal.) Pietro Frugoni na stranici Repubblica.it

(rus.) Pietro Frugoni na stranici Hrono.ru